# Казинка (Воронежская область)
Казинка — село в Семилукском районе Воронежской области России. Входит в состав Землянского сельского поселения.

## География
Село находится в северо-западной части Воронежской области, в лесостепной зоне, в верховьях реки Потаповская, на расстоянии примерно 35 км (по прямой) к северо-западу от города Семилуки, административного центра района. Абсолютная высота — 183 м над уровнем моря.
Часовой пояс
Село Казинка, как и вся Воронежская область, находится в часовой зоне МСК (московское время). Смещение применяемого времени относительно UTC составляет +3:00.

## Население
| 2010 |
| ---- |
| 315  |

Гендерный состав
По данным Всероссийской переписи населения 2010 года, в гендерной структуре населения мужчины составляли 43,5 %, женщины — соответственно 56,5 %.
Национальный состав
Согласно результатам переписи 2002 года, в национальной структуре населения русские составляли 92 %.

## Улицы
Уличная сеть села состоит из двух улиц (ул. Молодёжная и ул. Центральная).

## Инфраструктура
До 2024 года в селе функционировали средняя общеобразовательная школа, фельдшерско-акушерский пункт и отделение Почты России. На середину 2025 года осталось только отделение Почты России.